# Parecido al amor
Parecido al amor é uma telenovela mexicana, produzida pela Televisa e exibida pelo El Canal de las Estrellas entre 8 de novembro de 1979 e 20 de março de 1980.
Era uma mini telenovela semanal, exibida nas quintas feiras às 17:30.

## Elenco
- Tina Romero
- Manuel Ojeda
- Carlos East
- Alberto Inzúa